# 燈猴
燈猴，最初是福建漳州、臺灣一帶對油燈架的稱呼，兩地在除夕有「燒燈猴」的習俗。一說是台灣民間傳說中的精怪，由燈架轉變而來，在台灣的除夕傳說中，燈猴曾經為了毀滅島上的人類而向玉皇大帝誣衊人類怠惰，差點造成台灣島沉沒，也促使台灣過年時相關習俗的出現，此完整故事最早的文字紀錄出自1936年李献璋的《臺灣民間文學集》。

## 簡述
燈猴源自民間過去裝著燈油盤、以鉤子或孔固定在牆上的燈架子，以竹子製成形似靠背椅，漆成紅色並描上金色的花紋，內置一小陶盆，裝上花生油，用燈芯浸在油裏點火照明:2579，是生活中的照明設備，因為外型很像隻蹲著的猴子而被稱為燈猴，但也有人認為是「燈鉤」的誤傳或閩南語發音類似。由於過去人們相信萬物有靈，因此燈猴也逐漸轉變為由燈架而生的靈魂或妖怪的形象，據說只要燈架放超過三年就會變成燈猴。
另有一說：舊時漳州人習慣稱油燈爲“燈猴”與“登侯”諧音，有登上侯爵之位的祝福，表達向上進取的願望。

## 習俗
過去的人們有在除夕或元宵節的時候燒燈猴的習俗，國史館臺灣文獻館編印的《臺灣民俗文物辭彙類編》表示這是因為竹製的燈猴容易高溫變形，造成燈油碟放不穩而發生火災，因此每年都會燒掉舊的並製作新的，據說到日治時期前台灣都還有這種習俗。。
舊時在漳州，除夕燃放鞭炮後燒燈猴，寓意喜慶和除舊迎新，舊燈猴燒後要將灰堆成12堆以卜明年各月天氣，並取燈猴灰放入家中的烘爐，家長念道：“燈猴燒成灰，厝內逐（每）項有”，意為明年將有大發展:2579；道光年間的彰化亦有「燒舊竹燈鉤」後以同樣方式占卜明年天氣的習俗紀錄。

## 傳說

### 謊報
過去人們在冬至的時候，會在生活器具上黏上湯圓，慰勞它們在過去一年為人類的貢獻，稱為「餉耗」，但有一年，人們不小心忘記黏湯圓在燈猴上，燈猴一氣之下向玉皇大帝告狀，誣衊人類好吃懶做、浪費食物又忘恩負義，玉皇大帝也聽信燈猴的話，命令龍王在除夕的時候降下洪水，將台灣島淹沒，其他神明勸阻都無果。

### 迎接末日
其他器物神知道這件事後相當驚訝，連忙一方面向天庭求情、另一方面托夢通知眾人；也有說法認為是年底尾牙（過去是人們一年中最後一次祭拜土地公的祭祀活動）的時候，土地公於心不忍而通知人們末日的消息，要他們趕快做好準備，同時也請求觀世音菩薩（另有說法是灶神）幫忙向玉皇大帝求情。
得知台灣即將毀滅的人們認為逃不了，選擇坦然面對，他們先將家中供奉的神明送回天界，避免祂們被自己波及，並且在除夕當天烹煮家中所有的食物來祭祖並告別祖先，而所有在外工作的親戚也回到家裡團聚，圍成一圈吃最後一餐，吃完之後，長輩將財產分給家人，作為他們在黃泉路上的旅費，家人也不再睡覺，一起等待最後一刻。
這段過程日後也演變為台灣人過年時的各項習俗，如送走了神後，天上派遣天兵天將下來鎮守沒有神明庇佑的人們，成為日後「二四送神、二五神下降」的由來、另外還有祭拜祖先、圍爐、壓歲錢、守歲等。

### 新年
到了隔天早上，洪水卻沒有降下，原來是因為玉皇大帝在眾神的求情以及派遣神明下凡查看情況後，認定燈猴是在謊報而收回命令，燈猴則是受到了懲罰。
人們發現自己還活著，相當驚喜，於是先燒香、放鞭炮感謝神明庇佑，稱為「開驚」；並且出門前往寺廟祭拜、探望鄰居的平安，互道「恭喜」，也就是今日的「走春」；隔天為了確認妻子娘家的安全而回去探望親戚，成為「回娘家」的習俗；到了第四天，被事先送走的神也被請了回來，也就是「濟神」；第五天確認全島平安無事後，重新開市、恢復平常的工作，這一連串行為也成為日後過年的習俗。

### 後續
沉島危機結束後，人們聽說一切都是燈猴搞的鬼，為了預防牠再惹禍，每年都會將家裡的燈猴燒掉。周謝宏認為在結局記載「燒燈猴」習俗，證明其和年獸同為解釋過年習俗的「解釋性神話」。:32

## 其他

### 其他版本
除了降下洪水外，也有版本的除夕傳說是以地震的方式來毀滅台灣。